# Franco Fabbri (calciatore)
Franco Fabbri (Ferrara, 31 ottobre 1958) è un allenatore di calcio ed ex calciatore italiano, di ruolo difensore.

## Caratteristiche tecniche
Inizia come mediano trasformandosi poi in difensore.

## Carriera
Cresce calcisticamente nella SPAL di Paolo Mazza che inizialmente lo cede prima in prestito alla Bondenese in Prima Categoria nel 1976 e l'anno dopo in comproprietà all'Argentana nel campionato di Promozione. Seguito dagli osservatori del Cesena che ne rilevano dall'Argentana il 50%, esordisce in Serie B ventenne e viene trasformato in difensore da Giancarlo Cadè.
Riscattato dalla SPAL nel 1979, nel 1980 la SPAL lo cede al Bologna e con i rossoblu diretti da Luigi Radice, Fabbri esordisce in Serie A il 14 settembre 1980 nella gara interna vinta dal Bologna per 1-0 contro l'Ascoli. Con i felsinei disputa cinque campionati scendendo dalla massima serie sino in Serie C1 per poi risalire in Serie B.
Nel 1985 torna in Serie C1 con il Prato, quindi conquista due promozioni consecutive in Serie B - la prima con il Padova e la seconda con l'Ancona - quindi un campionato sempre di Serie C1 con il Casarano per ritornare a Ferrara in Serie C2 con la SPAL nel 1989 per conseguire la stagione successiva la promozione in Serie C1 con Giovan Battista Fabbri allenatore.
Conclusa nel 1991 la carriera calcistica, Fabbri ha continuato ad occuparsi di calcio allenando a livello di giovanile, anche per la SPAL.
Adesso fa l'allenatore al Copparo.

## Palmarès

### Giocatore

#### Competizioni nazionali
- Serie C1: 1

Ancona: 1987-1988